# وینی جانسون
وینی جانسون (انگلیسی: Vinnie Johnson؛ زادهٔ ۱ سپتامبر ۱۹۵۶) بازیکن بسکتبال اهل ایالات متحده آمریکا است.
از باشگاه‌هایی که در آن بازی کرده‌است می‌توان به دیترویت پیستونز، سن آنتونیو اسپرز، و سیاتل سوپرسانیکس اشاره کرد.